# 重慶寺
22°59′30″N 120°12′12″E / 22.9916481°N 120.2034610°E
重慶寺位於台灣臺南市中西區，於民國九十六年 (2007年) 4月26日公告為歷史建築。為臺灣府城七寺八廟之一，亦是八吉境的組成寺廟之一，該寺最初屬於禪宗臨濟宗，現今為藏傳密宗噶舉派（白教）的分院，並同祀道教及台灣民間信仰神祇。

## 沿革

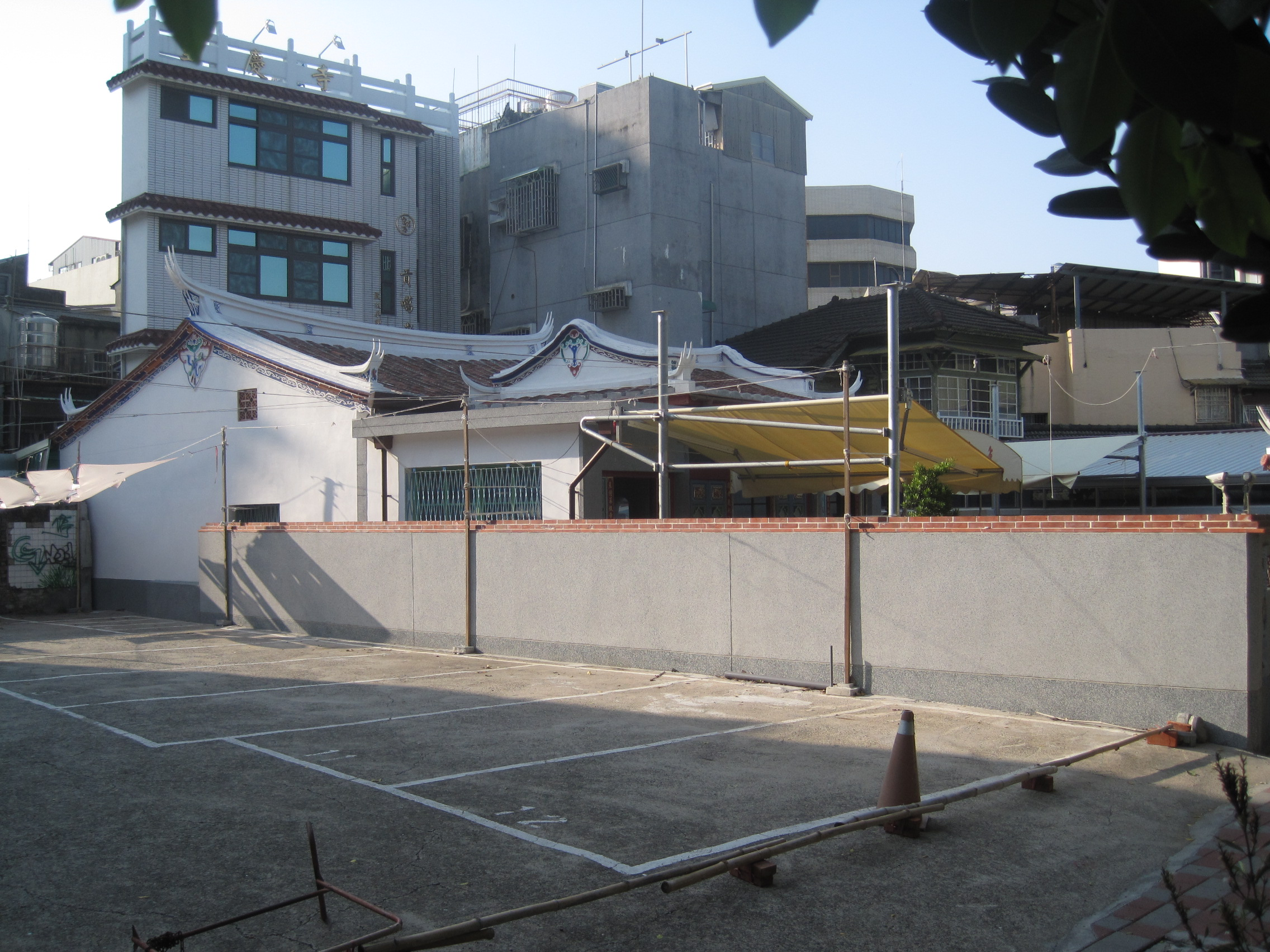
整修後的重慶寺外觀

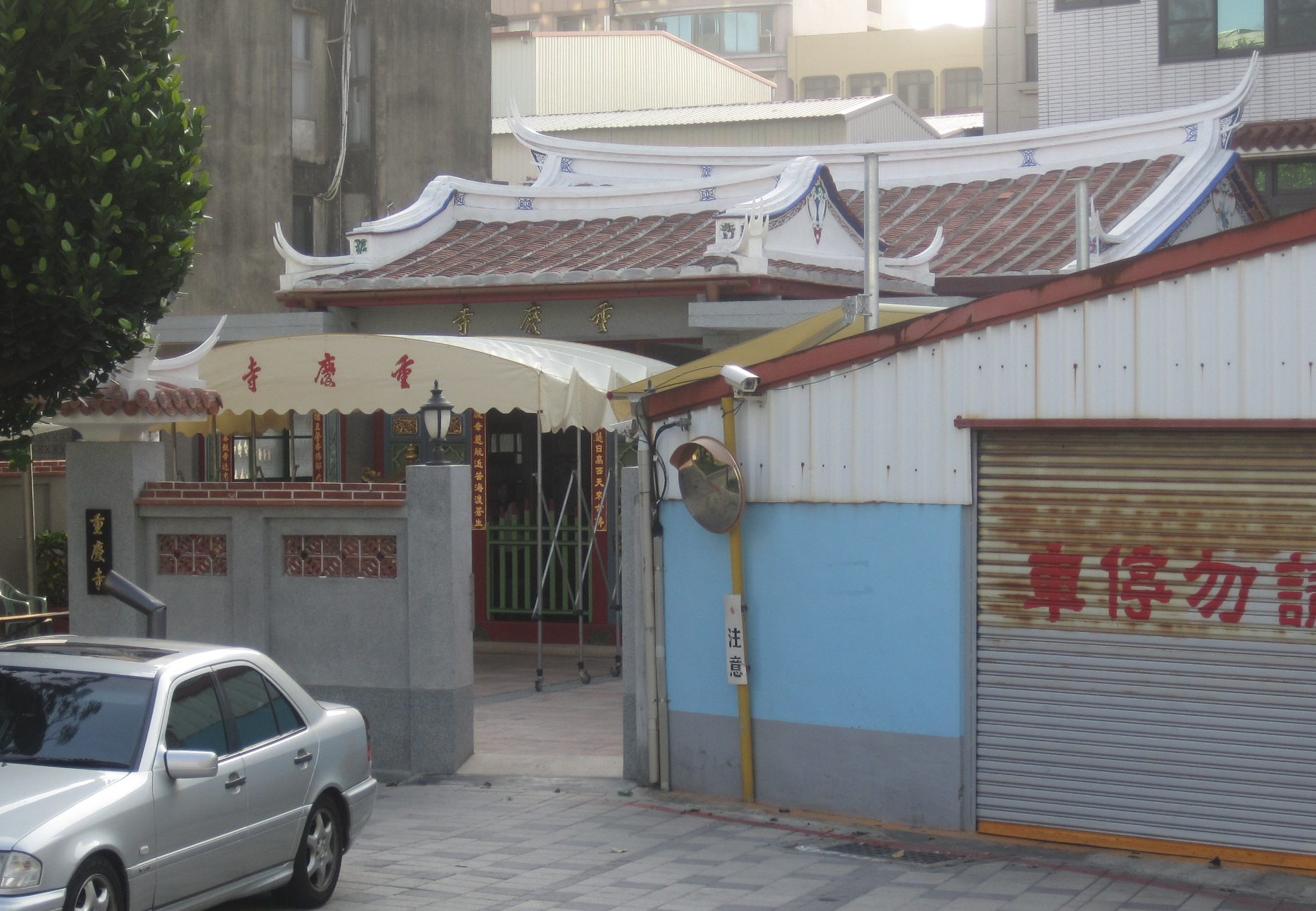
自另一個角度拍攝的重慶寺外觀

重慶寺屬於寧南坊，原址寬三開間，由三川門、正殿、後殿與兩邊廂房，屬於禪宗裡的臨濟宗，主祀釋迦牟尼佛、文殊菩薩與普賢菩薩。1778年時臺灣府知府蔣元樞曾重修該廟。
1915年，因該寺劃入臺南廳舍新建範圍內而被徵收，信徒遂購地於近傍，並於1916年10月新建。然而在1943年時遭到盟軍轟炸波及，戰後再次重建。
重慶寺在1969年時皈依西藏密宗貢噶上師，改為弘揚密宗噶舉派（白教），亦改為供奉「大悲勝海紅觀音菩薩」與其護法「大威力主馬頭明王菩薩」。除此之外，該寺還供奉有月下老人，以及來自昔日位於祀典武廟西北邊、毀於日治時期的「南星殿」中的祀神——西嶽大帝及陪祀的速報司、功德司、牛頭馬面將軍。

## 建築特色

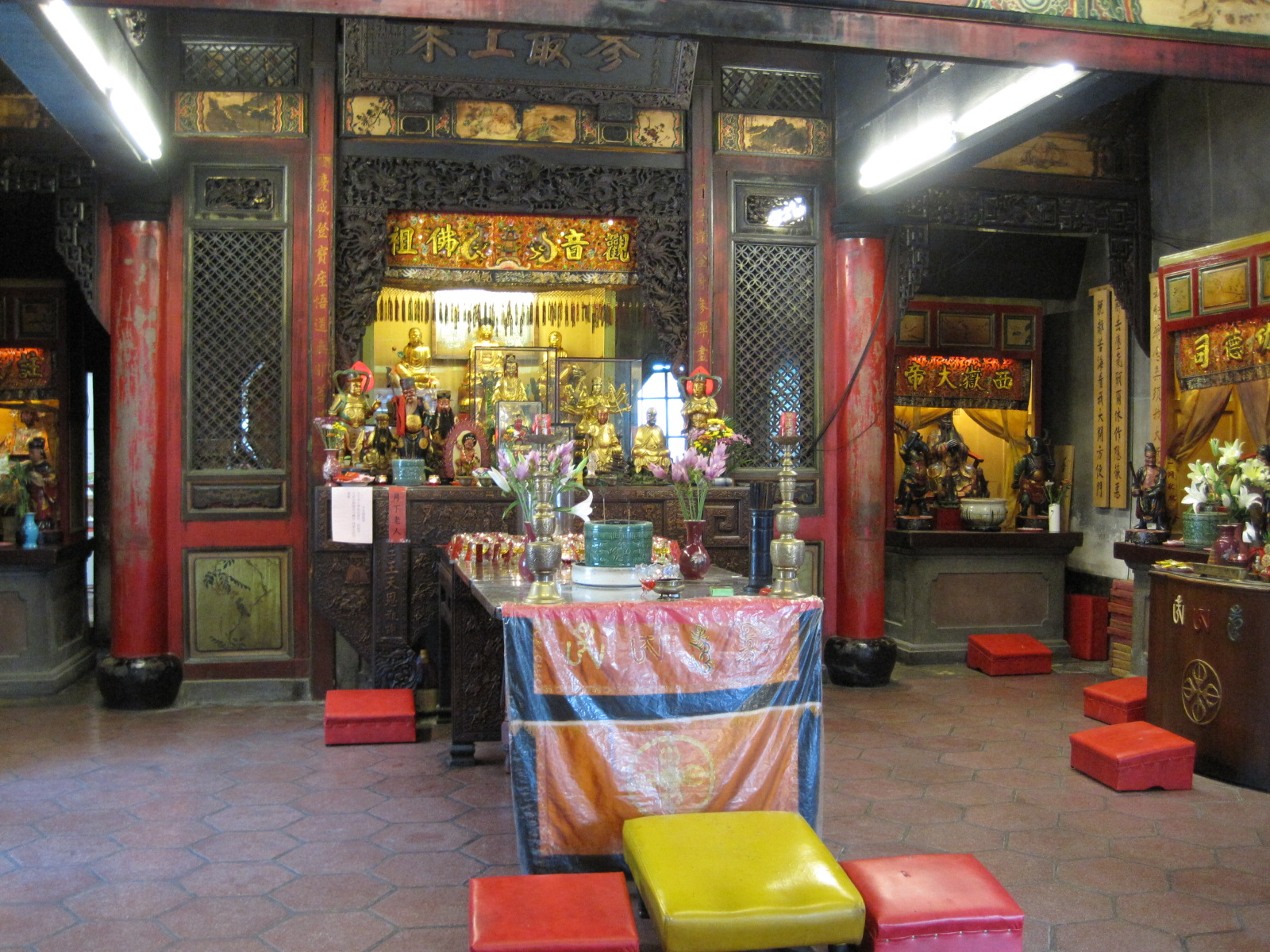
重慶寺內部（整修前拍攝）

現在的重慶寺由拜亭與正殿組成，其寺門是在1969年因密宗弘法需要而移到拜亭處，此外在拜亭兩側還加建廂房。其寺門所繪的哼哈二將與四大天王和正殿龍虎壁的降龍伏虎羅漢均為臺南名師潘麗水之作。而哼哈二將兩側的門扇上有具藝術裝飾風格的幾何圖案，頗為特殊。

## 習俗

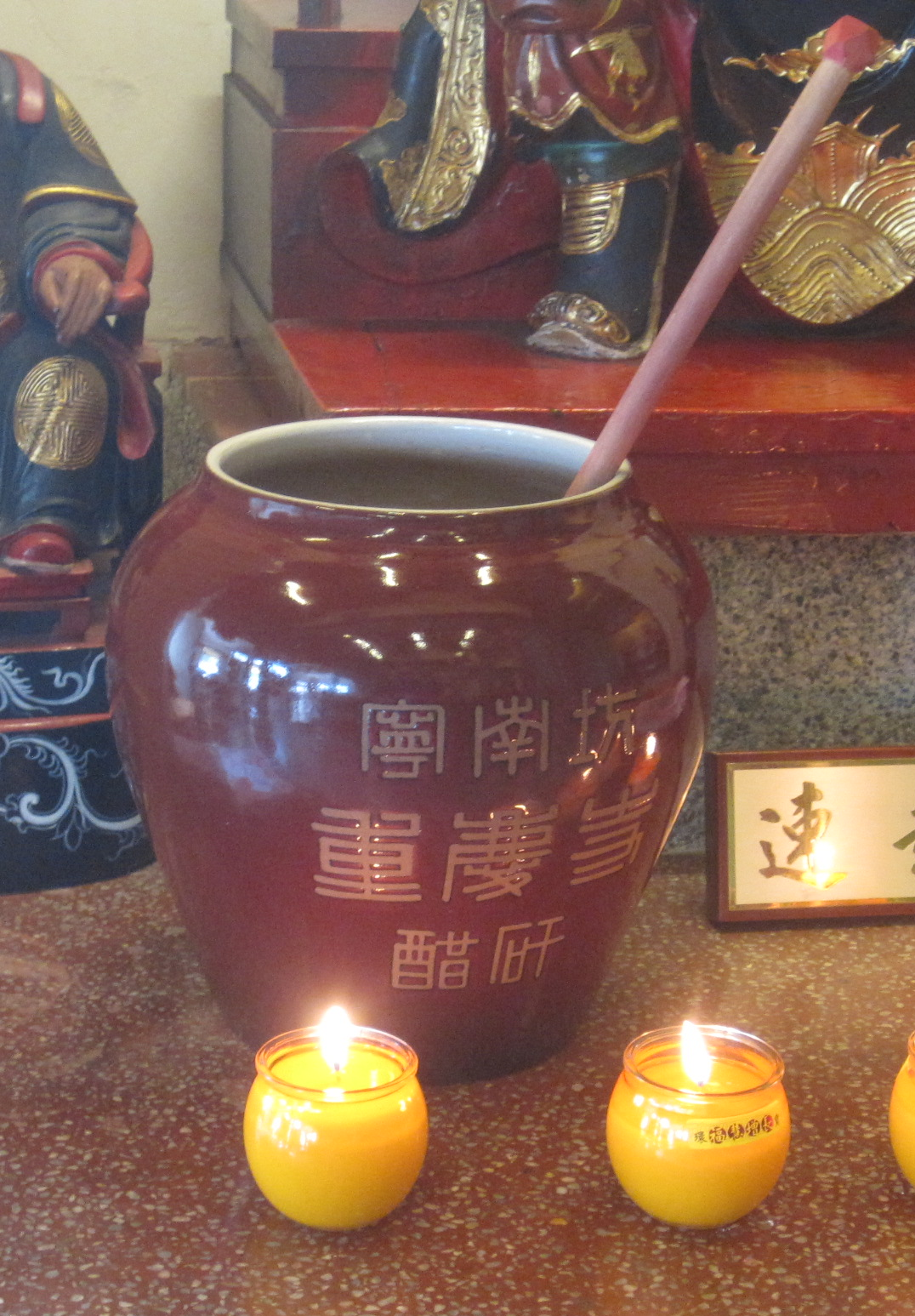
重慶寺的醋矸

重慶寺裡的月老為府城四大月老之一，而其他三尊分別供奉在大天后宮、祀典武廟與大觀音亭裡，據說各有其專長。例如大天后宮的月老能幫助已相戀的男女戀情加溫，祀典武廟的月老能幫助單戀者讓自己心屬的對象墜入愛河，而大觀音亭裡的月老能幫助決定結婚的情侶之間的承諾更加堅固，至於重慶寺裡的月老，則能藉由攪動「醋矸」(tshòo-kan；臺語稱醰、瓶為矸) 來挽回變調的感情。
「醋矸」一事在清治時代道光咸豐年間已經存在，臺灣府學教諭劉家謀在《海音詩》裡的七絕：「撮合偏饒祕術多，蓮花座下簇青娥；不圖色相全空後，猶捨慈航渡愛河。」即指此事。而根據劉家謀所下的註，該「醋矸」原本是放在菩薩座下，要挽回感情時得誠心祈求，並將自己的頭髮繞於竹棍上再攪動「醋矸」，之後再拿一些神桌上的燈油塗在另一半的額頭上便能生效，不過現在只需用竹棍逆時針攪動「醋矸」三圈即可，而「醋矸」也移到速報司前面。不過現在的醋矸是戰後重新擺設的，原本的醋矸已毀在太平洋戰爭的空襲之中。
地方相傳「醋矸」邊的神像為水守爺，而非速報司。水守爺專司男女感情問題，所以此神也是日治時代的新町一帶風月場所祭拜之神。
寺中也供奉韋馱菩薩，每年農曆六月初三，重慶寺會為韋馱菩薩做壽。
重慶寺前的道路，古稱「重慶寺街」，戰後編為中正路5巷至今。

## 圖片

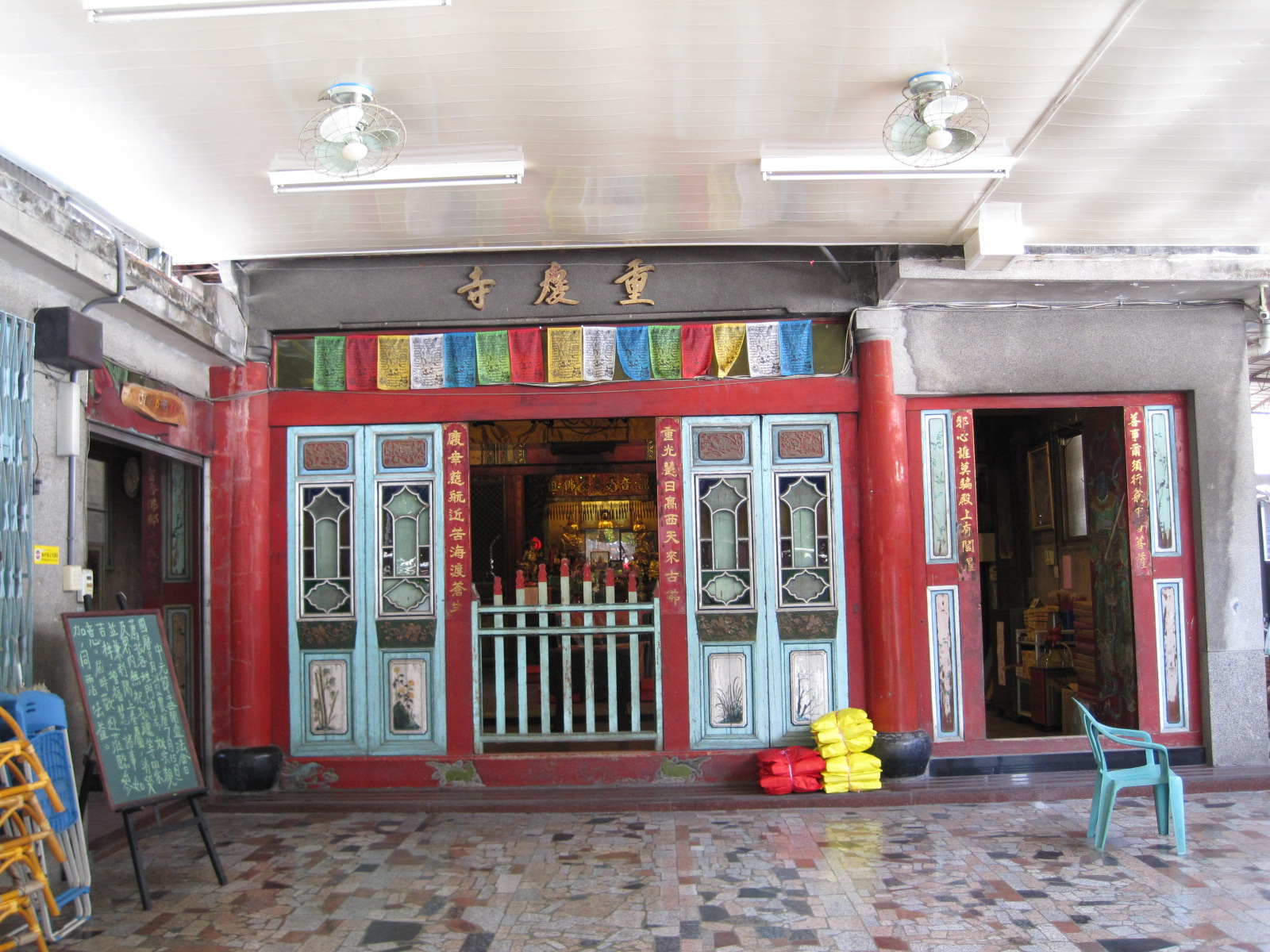
整修前的重慶寺
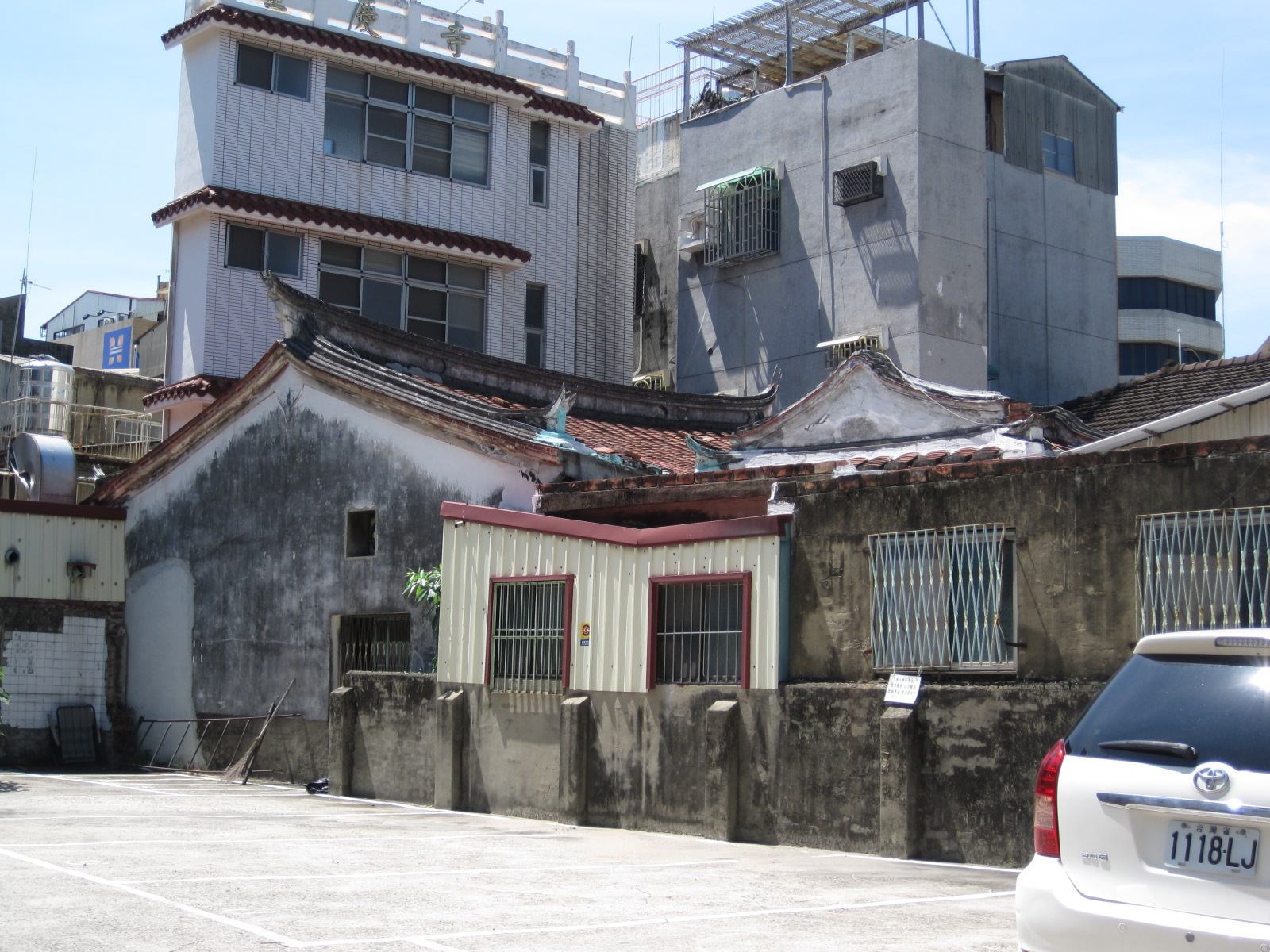
整修前的重慶寺外觀
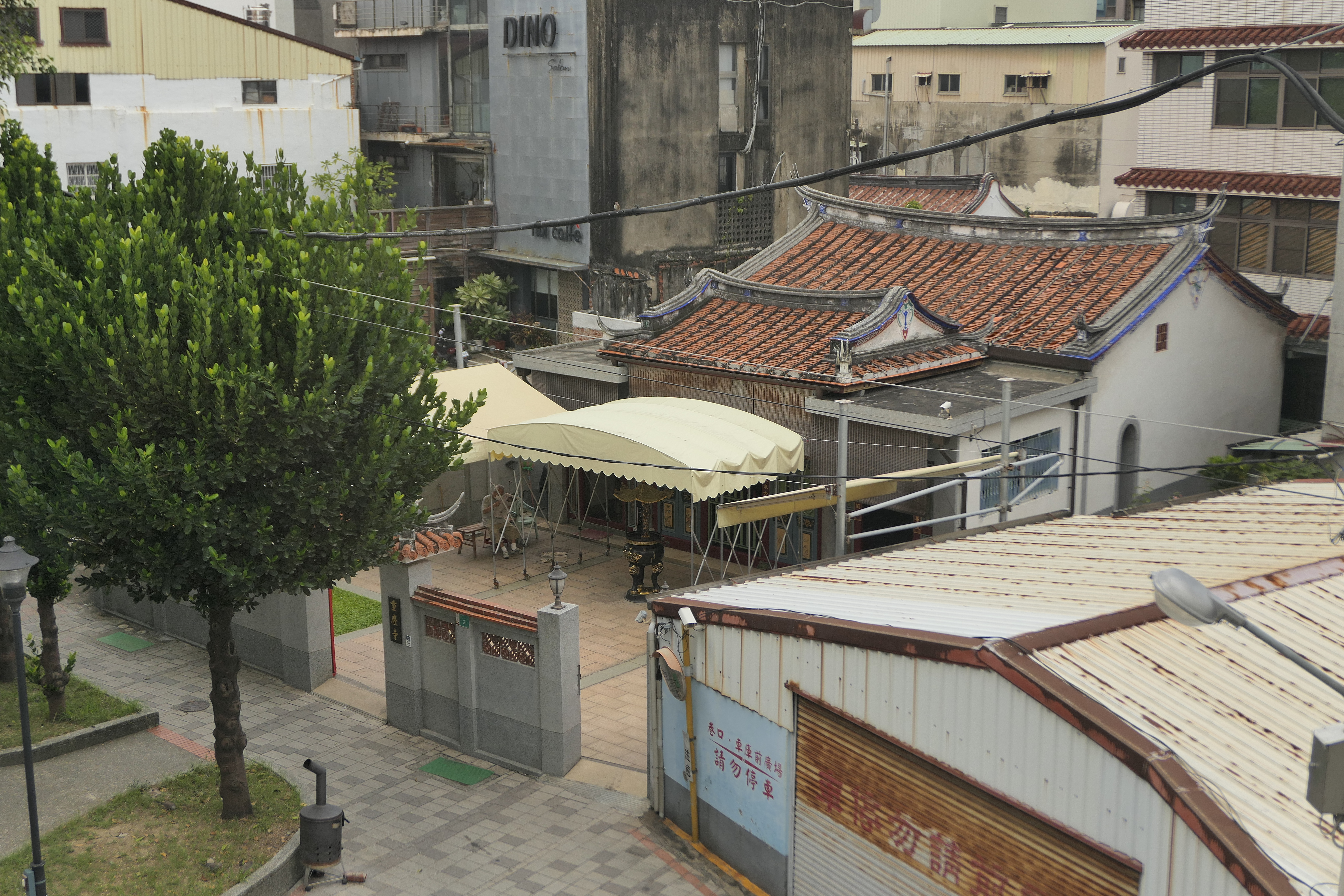
自臺南州會拍攝的重慶寺

## 外部連結
- 重慶寺的Facebook專頁
- 台南市政府觀光旅遊局—重慶寺 （页面存档备份，存于）